# Ацимо-Ацинанана
Атсимо-Атсинанана (на френски: Atsimo-Atsinanana) е един от двадесет и двата региона на Мадагаскар.
- Столица: Фарафангана
- Площ: 18 863 км²
- Население (по преброяване през май 2018 г.): 1 026 674 души
- Гъстота на населението: 54,43 души/км²[1]

Регион Атсимо-Атсинанана е разположен в провинция Фианаратсоа, в югоизточната част на страната и има излаз на Индийския океан. Разделен е на 5 района. Името Атсимо-Атсинанана идва от малгашки език и означава югоизток.